# 創新新零售
創新新零售股份有限公司（G.T. Internet Information Co., Ltd.，櫃買中心：3085），簡稱新零售，前身為久大資訊網路股份有限公司，成立於1995年，創辦人為徐重弘，主要提供中國大陸和臺灣外銷廠商針對國際市場的B2B網路整合行銷策略規劃服務。

## 簡介
創新新零售目前旗下擁有兩個B2B貿易入口網站：中國資源網B2BChinaSources.com，全球製造業網B2BManufactures.com。橫跨機械、電子、電腦、無線通訊等二十多個符合國際標準產業分類，2004年掛牌上櫃，是台灣第一家上市櫃網路公司。

## 主要業務
包含電腦網頁之製作及架設、網址搜尋最佳化登錄、電腦廣告之設計及代理業務、網路服飾銷售等業務。

## 外部連結
- 新零售集團官方網站 （页面存档备份，存于）
- 久大資訊官方網站 （页面存档备份，存于）